# Ordre du Mérite camerounais
L'ordre du Mérite camerounais est la deuxième plus haute décoration honorifique camerounaise. Elle récompense les services signalés au Cameroun dans les domaines de l'agriculture, de l'élevage, du commerce, des arts, de l'industrie et des armées.
Elle comprend trois grades : chevalier, officier et grand cordon. Les nominations et promotions, contingentées à 1 000 par an, ont lieu le 20 mai de chaque année, jour de la Fête nationale.

## Insignes
Depuis 1972, le revers de l'insigne comporte la mention « République Unie du Cameroun - United Republic of Cameroon » et le ruban est jaune uni.
| Chevalier | Officier | Grand-cordon |
| --------- | -------- | ------------ |
|           |          |              |